# بایولمون
بایولمون (به فرانسوی: Bailleulmont) یک کمون (فرانسه) در فرانسه است که در پا-دو-کاله واقع شده‌است. بایولمون ۵٫۴۱ کیلومتر مربع مساحت دارد ۱۲۵ متر بالاتر از سطح دریا واقع شده‌است.